# Aricia cuneata
Aricia cuneata är en fjärilsart som beskrevs av Carter 1921. Aricia cuneata ingår i släktet Aricia och familjen juvelvingar. Inga underarter finns listade i Catalogue of Life.